# The Aeronauts
Pour les articles homonymes, voir Les Aéronautes.
Pour plus de détails, voir Fiche technique et Distribution.

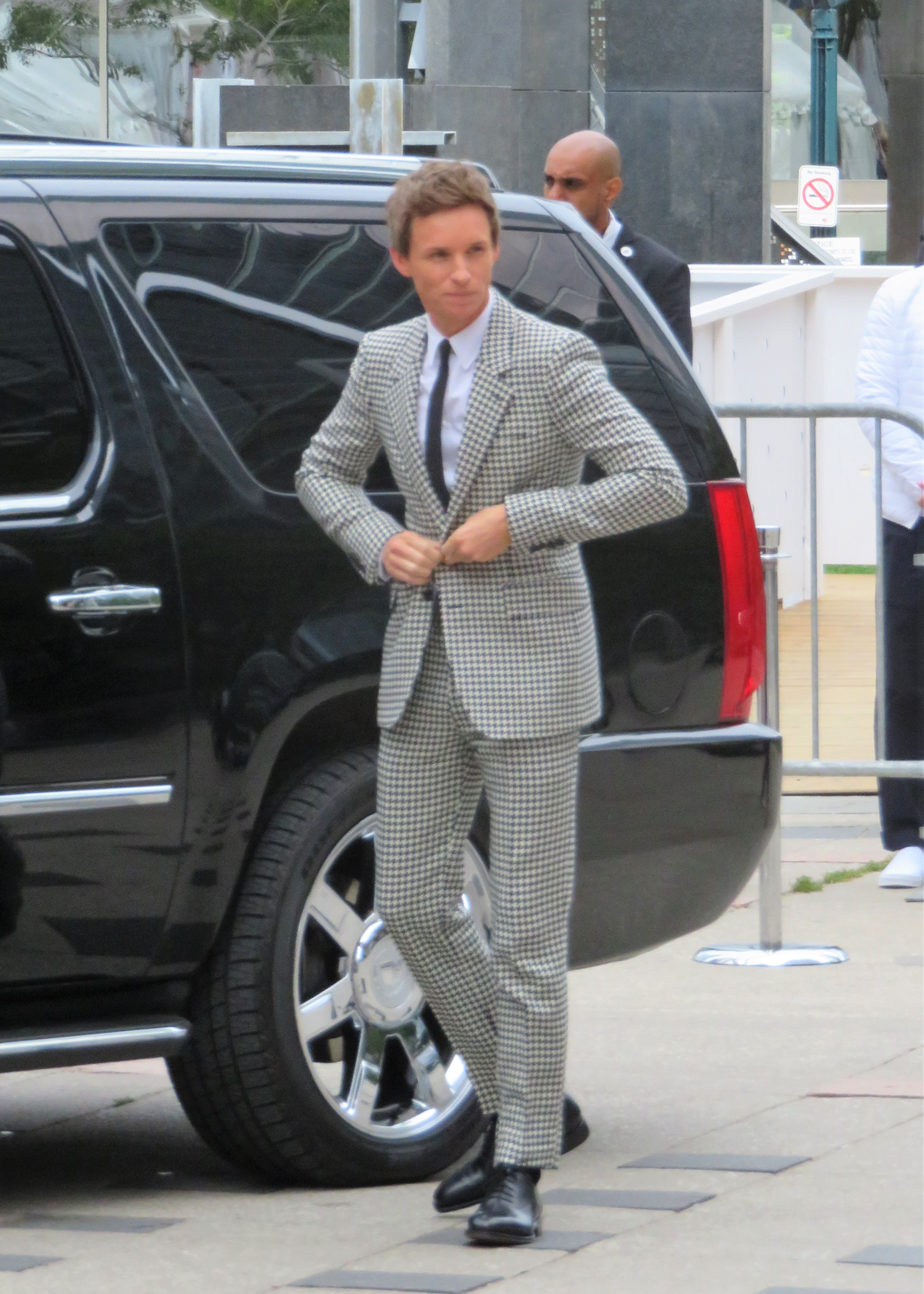

The Aeronauts est un film d'aventure britannico-américain réalisé par Tom Harper, sorti en 2019. C'est le deuxième film où Felicity Jones et Eddie Redmayne partagent l'affiche après Une merveilleuse histoire du temps (2014).

## Synopsis
Londres, 1862. À Regent's Park, une estrade est dressée, sur laquelle trône une grande montgolfière. Pas moins de 10 000 personnes sont réunies pour assister à un exploit : battre le record d’altitude de 23 000 pieds, détenu par des Français. Le vol en ballon est entrepris par le scientifique James Glaisher, qui souhaite étudier les phénomènes atmosphériques afin de prédire la météorologie, et la pilote extravagante Amelia Rennes, hantée par le sacrifice de son mari Pierre lors d'une ascension similaire. Pourtant, leur expédition scientifique se complique rapidement. Alors qu'ils s'élèvent plus haut que n'importe quel aéronaute avant eux, ils traversent plusieurs intempéries dont une violente tempête. Après avoir battu le record d'altitude, Amelia souhaite redescendre mais Glaisher désire poursuivre l'ascension, ce qui les met en danger car l'atmosphère est de moins en moins dense et les températures de plus en plus basses. Désormais, ils en viennent à risquer leur vie…

## Fiche technique
- Titre : The Aeronauts
- Réalisation : Tom Harper
- Scénario : Jack Thorne d'après le livre Voyages dans les airs (Travels in the air) de James Glaisher
- Montage : Mark Eckersley
- Musique : Steven Price
- Photographie : George Steel
- Production : Todd Lieberman, David Hoberman et Tom Harper
- Sociétés de production : Mandeville Films et FilmNation Entertainment
- Société de distribution : Entertainment One (Royaume-Uni) ; Amazon Studios (États-Unis et France)
- Pays de production :  Royaume-Uni,  États-Unis
- Langue originale : anglais
- Format : couleur
- Genre : aventure, action et biopic
- Durée : 100 minutes
- Dates de sortie  :
  - États-Unis : 
    - 30 août 2019 (Festival du film de Telluride)
    - 6 décembre 2019 (sortie nationale)

  - Canada : 8 septembre 2019 (Festival international du film de Toronto)
  - France : 20 décembre 2019 (VOD)

## Distribution
- Felicity Jones (VF : Chloé Berthier) : Amelia Rennes
- Eddie Redmayne (VF : Théo Frilet) : James Glaisher
- Himesh Patel (VF : Jérôme Berthoud) : John Trew
- Tom Courtenay (VF : Gabriel Le Doze) : Arthur Glaisher
- Phoebe Fox (VF : Anne Tilloy) : Antonia
- Vincent Perez (VF : lui-même) : Pierre Rennes
- Anne Reid (VF : Marie-Martine (actrice)) : Ethel Glaisher
- Tim McInnerny (VF : Vincent Violette) : George Biddell Airy
- Rebecca Front (VF : Anne Plumet) : tante Frances